# Achaea violascens
Achaea violascens is een vlinder van de familie van de spinneruilen (Erebidae). De wetenschappelijke naam van deze soort is voor het eerst voorgesteld door George Francis Hampson in een publicatie uit 1918.

## Verspreiding
De soort komt voor in Congo-Kinshasa, Tanzania, Zimbabwe en Zuid-Afrika.

## Waardplanten
De rups leeft op Protea sp. (Proteaceae).